# Gabriel de Rochechouart de Mortemart
Gabriel de Rochechouart de Mortemart va néixer a Poitou-Charentes (França) el 1600 i va morir a París el 26 de desembre de 1675. Va ser un noble francès de la casa de Rochechouart, fill del marquès de Mortemart Gaspar de Rochechouart (1575-1626) i de la comtessa Lluïsa de Maure (1575-1643).
Gabriel de Rochechouart, que va ser un dels cortesans més refinats i distingits de la seva època, havia passat bona part de la seva infància prop del Delfí Lluís que esdevindria rei a l'edat de vuit anys en morir Enric IV. Aquesta estreta relació amb el rei Lluis XIII, li va permetre obtenir grans avantatges, sobretot quan el rei va poder governar sense la tutela de la seva mare. El 1630, va ser nomenar primer gentilhomme de la Cambra reial i li va ser concedida una pensió de 6000 lliures. Dotat d'un esperit brillant i subtil, es va saber guanyar també la confiança del Cardenal Richelieu, tot evitant de veure's compromès amb les nombroses intrigues de la Cort, tal com va passar al seu germà, el comte de Maure. Gabriel va emprar la mateixa prudència i habilitat durant la regència d'Anna d'Àustria i en el conflicte de la Fronda. El 1650, el marquès va aconseguir el títol de duc i, com a primer cavaller de la cambra del rei, va seguir compartint la intimitat del nou sobirà, Lluís XIV. Aquest el va nomenar governador de París el 1669.

## Matrimoni i fills
El 1632 es va casar amb Diana de Grandseigne (1615-1666), filla del marquès de Marsillac Joan de Grandseigne (1575-1641) i de Caterina La Béraudière (1575-1650). Fruit d'aquest matrimoni nasqueren:
- Gabriela (1633-1693), marquesa de Thianges.
- Lluis Víctor (1636-1688), mariscal de França, virrei de Sicília i príncep de Tonnay-Charente.
- Francesca Atenea (1640-1707), marquesa de Montespan, favorita i amant de Lluís XIV, casada amb Lluís Enric de Pardaillan.
- Maria Magdalena (1645-1704).